# St. Georg (Sindelsdorf)

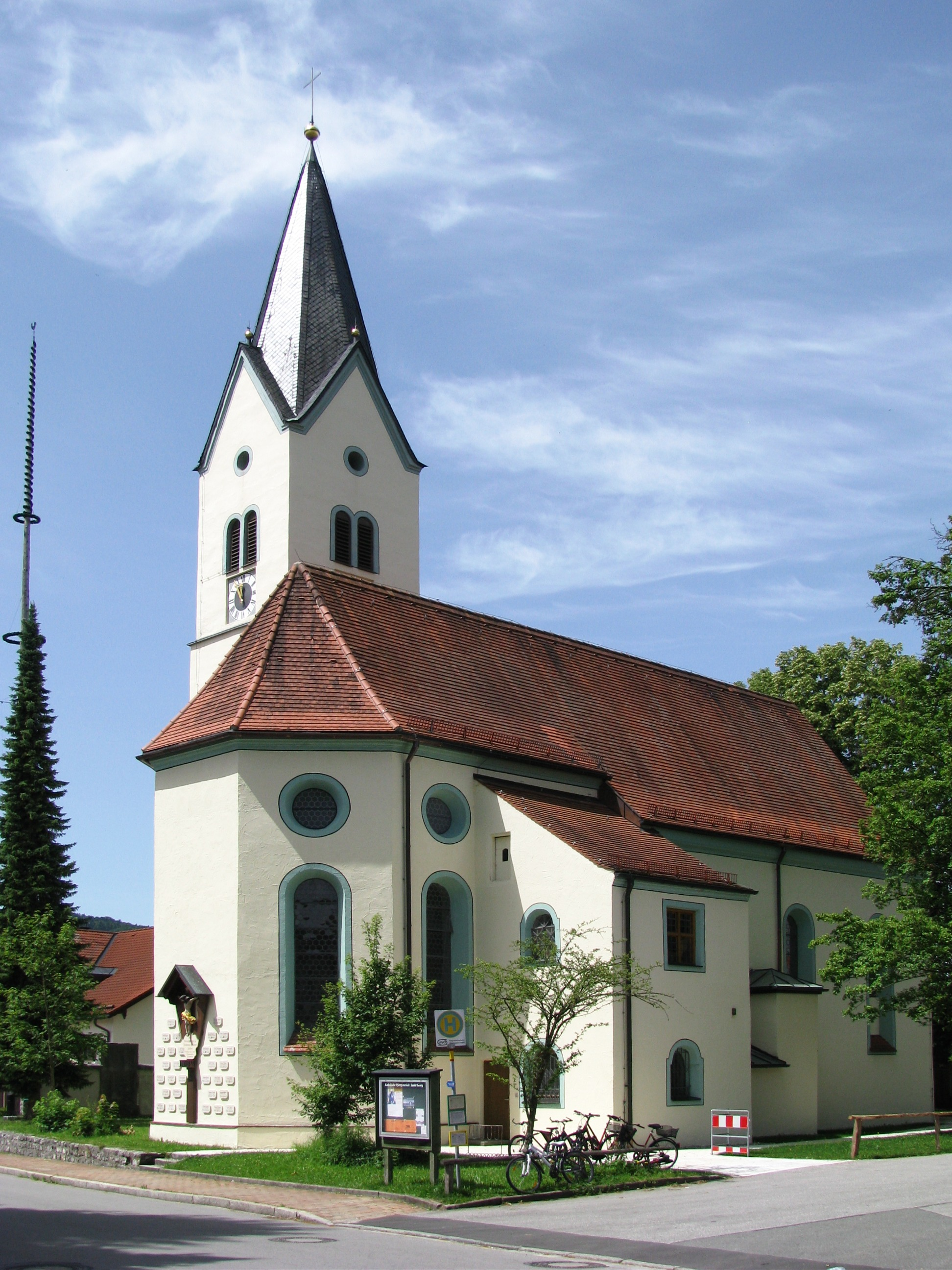
St. Georg von Nordosten

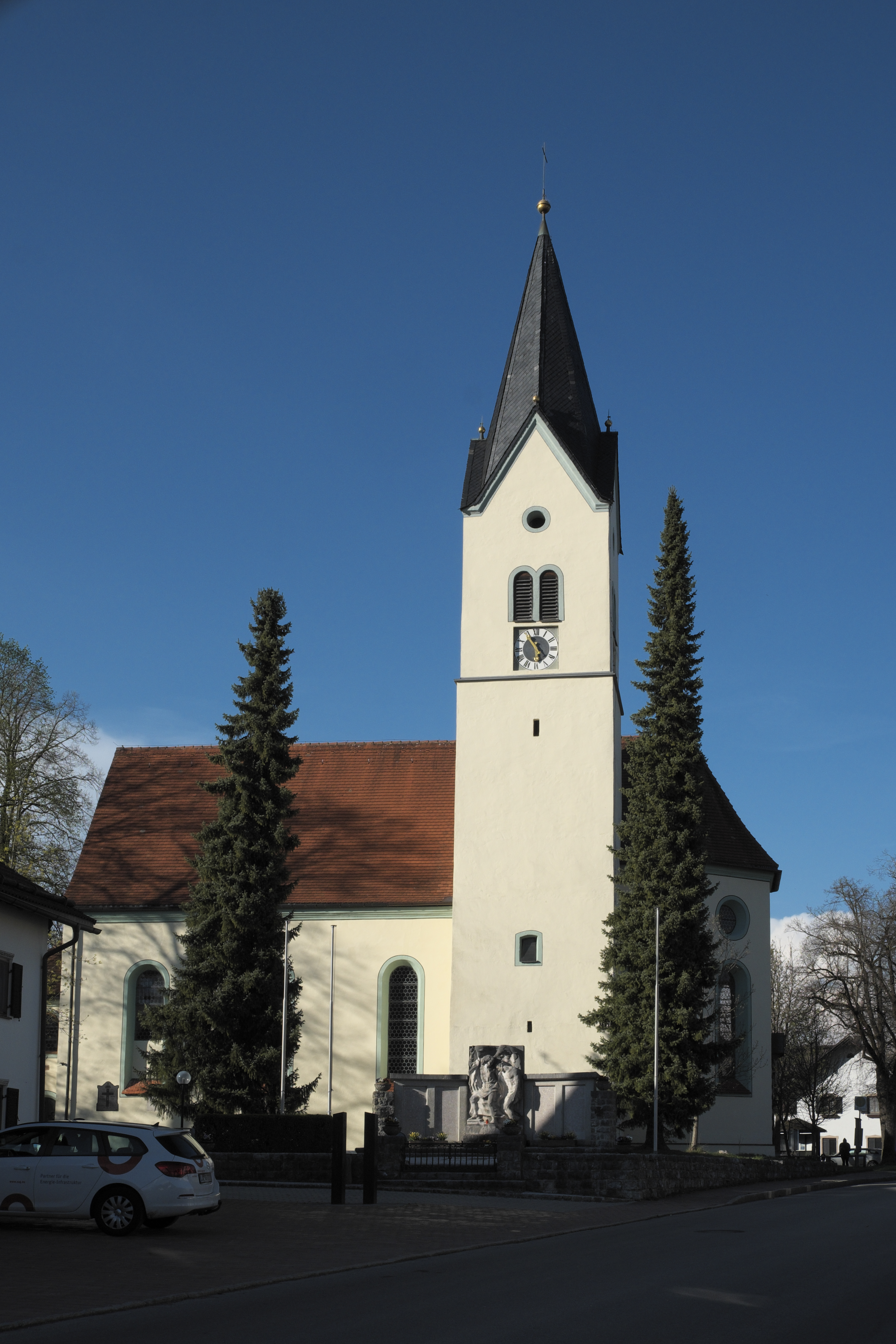
St. Georg von Süden

Die römisch-katholische Pfarrkirche St. Georg steht in Sindelsdorf im oberbayerischen Landkreis Weilheim-Schongau. Das denkmalgeschützte Gotteshaus gehört als Teil der gleichnamigen Pfarrei Pfarreiengemeinschaft Habach im Dekanat Benediktbeuern im Bistum Augsburg. Zur Sindelsdorfer Pfarrei gehört die Filiale St. Martin Dürnhausen. Die Adresse des Kirchengebäudes lautet Kirchenweg 1.

## Geschichte
Eine im Jahr 1534 als „Sankt Jörgen“ erwähnte Kirche war 1694 so baufällig, dass sie bereits seit mehreren Jahren gesperrt war. Dieses Bauwerk stand dort wohl schon mehrere Jahrhunderte. Nach dem Abbruch wurde 1698/99 unter dem Habacher Stiftsherren Matthias Pauhofer die heutige Kirche erbaut. Die Weihe erfolgte 1708, die Ausmalung erst 1780–90 durch den Weilheimer Johann Sebastian Troger.
Bis zur Säkularisation 1805 war Sindelsdorf in zwei Pfarreien aufgeteilt: Die „obere Pfarrei“ St. Georg im Norden, dem Kloster Habach zugehörig, und die „untere Pfarrei“ mit der Marienkirche im Süden, die zum Kloster Schlehdorf und damit zum Bistum Freising gehörte. Die Marienkirche wurde 1807/08 abgebrochen und an seiner Stelle der Pfarrhof erbaut.
Im Jahr 1883 wurde das bisherige Satteldach auf dem Kirchturm durch ein schiefergedecktes Rhombendach ersetzt. Der ehemals das Kirchengebäude umgebende Friedhof wurde 1910 aufgelassen und etwa 200 Meter weiter nördlich neu angelegt.
Im Jahr 2010 wurde die Kirche St. Georg renoviert.

## Beschreibung

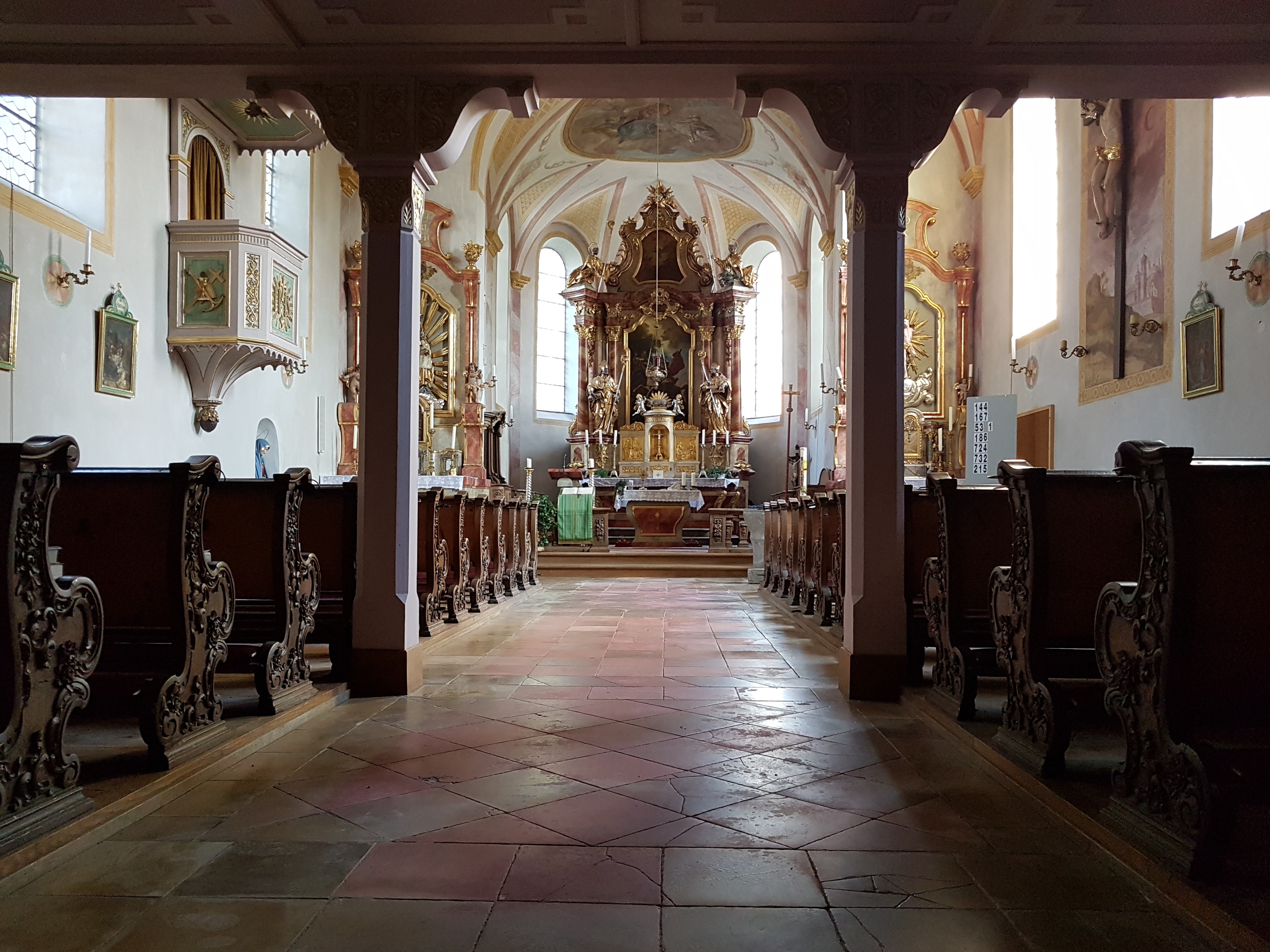
Innenansicht

An die schlichte barocke Saalkirche ist an der südlichen Flanke der Kirchturm angeschlossen, dessen Oberteil erst 1754 entstand. Der Polygonalchor ist eingezogen.
Der Hauptaltar, auf dem eine Leonhards- und eine Magnusfigur stehen, wurde 1754 vom Weilheimer Franz Xaver Schmädl angefertigt. Die zwei Seitenaltäre stammen vom Kistler Johann Georg Miller aus Kleinweil, am linken befindet sich ein spätgotisches Marienbildnis aus der ehemaligen Sindelsdorfer Marienkirche, das wohl Ende des 15. Jahrhunderts geschaffen wurde. Das Taufbecken wird auf das 11./12. Jahrhundert datiert. Das Deckengemälde von Johann Sebastian Troger zeigt Sindelsdorf und seine Umgebung von Schlehdorf über Bichl bis Sankt Johannisrain.
Im Jahr 1803 konnte eine Orgel aus der Klosterkirche Benediktbeuern erworben und in St. Georg aufgestellt werden. Diese wurde 1879 durch ein neues Instrument von Maerz mit zehn Registern ersetzt.

### Glocken
Die Kirche besitzt drei 1922 gegossene Stahlglocken, die in es′, ges′ und as′ gestimmt sind.